# Dominium maris Baltici
     Norvegia
     Svezia
     Danimarca
     Conquiste della Danimarca nel 1219
     Cavalieri portaspada
     La Svezia sotto Gustavo Vasa, fino al 1560
     Area acquisita nel 1611 sotto i figli di Gustavo
     Area acquisita nel 1654 sotto Gustavo II Adolfo
     Area acquisita nel 1660 sotto Carlo X
Con dominium maris Baltici, ovvero letteralmente dal latino "dominio del Mar Baltico", si fa riferimento a uno degli obiettivi politici primari perseguiti dai regni della Danimarca e dalla Svezia nel Basso Medioevo e fino all'inizio del Settecento. L'ipotesi di acquisire la supremazia nelle acque del Baltico, fondamentale percorso commerciale per tutte le potenze situate sulle coste orientali e settentrionale dell'Europa, rappresentò un leitmotiv che si protrasse fino alle guerre del Nord, durante le quali le marine danese e svedese svolsero però un ruolo secondario, in quanto le principali manovre belliche avvennero sulla terraferma.

## Etimologia
Comunemente impiegato nella storiografia, il termine andò probabilmente coniato nel 1563 dal re di Polonia dell'epoca, Sigismondo II Augusto, riferendosi alle ambizioni egemoniche dei suoi avversari nella guerra di Livonia. Il primo riferimento scritto deriva dal trattato olandese-svedese del 5 (secondo il calendario giuliano o 15 secondo quello gregoriano) aprile 1614 concluso a L'Aia.

## Storia

### Guerre per il possesso del Baltico
Praticamente ogni potenza europea che si affacciava sul Mar Baltico considerava preservarne il possesso una questione di vitale importanza. La presenza di beni ambiti come l'ambra e di altri materiali rendeva il predominio delle coste assai redditizio, considerata la crescita che per quei prodotti il mercato stava sperimentando in epoca tardo medievale. L'importanza della regione assunse una portata tale che stuzzicò anche l'interesse di potenze che non vi avevano un accesso diretto, tra cui ad esempio Austria e Francia. Per diversi secoli, Svezia e Danimarca furono le principali e assolute protagoniste che si contesero il predominio del mare, una strategia a cui altre potenze locali e internazionali si opposero tentando di contrastare le loro operazioni. Gli storici concordano nel ritenere il dominius maris Baltici una delle costanti perseguite in politica estera dalle due nazioni sopra menzionate a cavallo tra Medioevo ed età moderna.
Le potenze scandinave cercarono di trovare delle opportunità nei vuoti di potere creati dalla debole o inesistente potenza navale del Sacro Romano Impero e della Polonia-Lituania, adottando politiche espansionistiche che favorirono i conflitti sul Baltico. Danimarca e Svezia sfruttarono il possesso di alcune sezioni delle coste per finanziare i rispettivi eserciti e ognuna delle potenze rivendicò le sue acque come proprie, promettendo di proteggere la navigazione di imbarcazioni straniere. L'unico punto su cui si trovavano d'accordo Danimarca e Svezia era la necessità di escludere la presenza di una terza nazione come la Polonia o la Russia. Le potenze scandinave cercarono di impedire l'ascesa dei loro rivali attraverso dei trattati diplomatici, i quali vietavano l'allestimento di proprie marine, e per mezzo di operazioni belliche, prendendo sia di mira le forze navali avversarie, sia assumendo il controllo dei porti baltici. In una delle azioni più importanti per mantenere il suo monopolio sul Baltico, la Danimarca nel 1637 distrusse, senza aver dichiarato guerra, la nascente marina della Confederazione polacco-lituana.
Le numerose guerre combattute per il dominium maris Baltici sono spesso denominate nel loro insieme con la denominazione guerre del Nord. Inizialmente la Danimarca ebbe il sopravvento, ma alla fine perse terreno contro la Svezia. Né Copenaghen né Stoccolma furono capaci di imporre il proprio controllo militare ed economico in maniera completa sul Baltico, malgrado la Svezia risultò la nazione che si avvicinò di più a tale obiettivo durante il suo periodo imperiale prima della grande guerra del nord del 1700-1721.

#### Ildominium maris Balticidanese

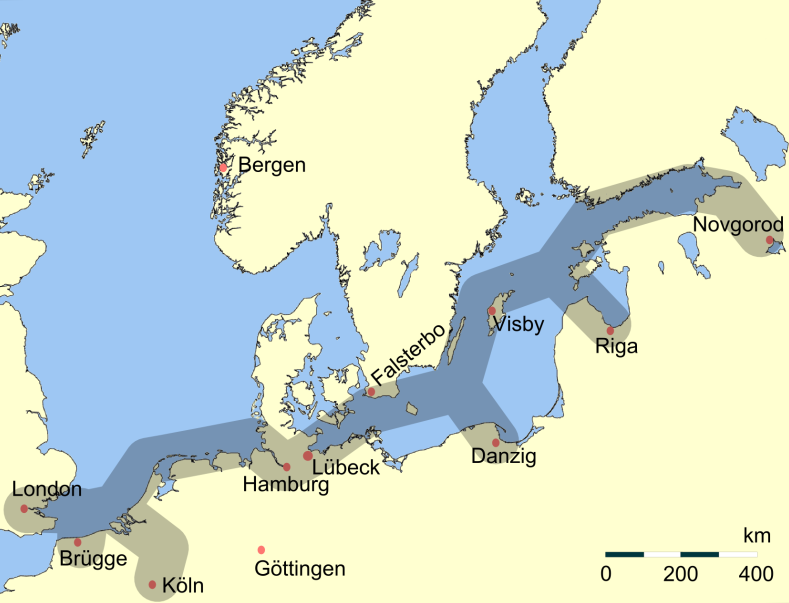
Principali rotte commerciali della Lega Anseatica

La storiografia impiega il termine dominium maris Baltici sia per riferirsi ai secoli di egemonia danese sulle acque del Baltico meridionale, coincisi con il Basso Medioevo, sia per indicare la fase di predominio dell'Impero svedese, avvenuta nella prima età moderna.
La Danimarca aveva sottomesso la costa baltica meridionale dall'Holstein alla Pomerania nel XII secolo, ma già nel Duecento ne perse il controllo dopo essere stata sconfitta dalle forze tedesche e anseatiche nella battaglia di Bornhöved del 1227, preservando solo il principato di Rügen. In seguito, fu la Lega Anseatica a divenire la potenza economica dominante nel Mar Baltico. Robert Bohn identifica Valdemaro IV Atterdag (al potere dal 1340 al 1375) come il primo re danese a perseguire una politica di creazione di un dominium maris Baltici danese, con l'obiettivo di aumentare il dominio navale e l'egemonia economica della Danimarca a spese della Lega Anseatica. Per raggiungere questo scopo, Valdemaro vendette l'Estonia danese allo Stato monastico nel 1346, consolidando le sue finanze e allestendo un esercito grazie alle entrate che erano giunte. Dopo la conquiste territoriali iniziali, Valdemaro combatté la battaglia di Visby per espugnare la città anseatica omonima (Gotland) nel 1361, da di vita a una guerra terminata con la vittoria della Lega nella pace di Stralsund nel 1370, che segnò il culmine del potere anseatico.
La figlia di Atterdag, Margherita, divenne la regina e operò de facto autonomamente, riuscendo a concentrare le corone di Danimarca, della Norvegia e della Svezia nell'Unione di Kalmar dal 1397. Nel 1429, il re di Kalmar Eric di Pomerania iniziò ad alzare il costo del pedaggio del Sound per i mercanti che entravano o lasciavano il Mar Baltico, consentendo al tribunale di Copenaghen di beneficiare dei profitti commerciali giunti dalle dogane senza impegnarsi in riforme economiche rischiose. Il pedaggio del Sound, rimasto in vigore fino al 1857 e costituente una fonte primaria di introiti per il tesoro reale, finì per diventare presto oggetto di controversia, con il risultato che la Danimarca entrò in conflitto con la Lega Anseatica e le potenze vicine.
Dopo lo scioglimento dell'Unione di Kalmar all'inizio del XVI secolo, il Regno di Svezia divenne il principale rivale della Danimarca-Norvegia per l'egemonia nel Mar Baltico. La vittoria di Cristiano IV nella guerra di Kalmar nel 1613 segnò l'ultimo episodio in cui i danesi ebbero successo contro la Svezia. Anche il periodo della fase danese nella guerra dei trent'anni del 1618-1648 (la Kejserkrigen del 1625-1629) è considerato da alcuni autori come parte delle guerre per il dominium maris Baltici. Tuttavia, in quell'occasione l'avversario non era il re di Svezia, ma l'ambizioso imperatore del Sacro Romano Impero Ferdinando II, che progettò temporaneamente di rendere il suo Stato una potenza navale nel Baltico. Per raggiungere tale fine assegnò ad Albrecht von Wallenstein l'incarico di concentrarsi contro la Danimarca e la Svezia nella battaglia di Stralsund del 1628, terminata però con una disfatta. La sconfitta danese nella battaglia di Wolgast (1628) e la successiva pace di Lubecca del 1629, tuttavia, allontanarono la Danimarca dal campo degli scontri in cambio della restituzione dei territori perduti durante il conflitto.

#### Ildominium maris Balticisvedese
Dopo che la Svezia acquisì l'autonomia e si separò dall'Unione di Kalmar, essa divenne la principale rivale della Danimarca per il dominium maris baltici. Il primo scontro per le acque territoriali viene fatto coincidere con la guerra del nord dei sette anni (1563-1570, associata alla guerra di Livonia), la quale anticipò di qualche decennio la summenzionata guerra di Kalmar del 1611-1613. I maggiori successi svedesi avvennero in concomitanza della cattura di Riga nel 1621, principale porto della Livonia, e dell'acquisizione svedese della Pomerania riconosciuta come legittima dal trattato di Stettino del 1630. I guadagni ottenuti nel conflitto di Torstenson, teatro della guerra dei trent'anni, si tramutarono in innegabili ridimensionamenti per la Danimarca e la successiva pace di Westfalia confermò lo status della Svezia come superpotenza europea (stormaktstiden). Il controllo svedese del Baltico, tuttavia, non fu completo, poiché altre realtà marittime importanti, in particolare la Repubblica olandese, continuarono ad assumere un peso economico, militare e geopolitico anche superiore rispetto alla Danimarca e alla Svezia. La seconda guerra del nord, la guerra di Scania e la prima fase della grande guerra del Nord lasciarono immacolato il dominium maris Baltici della nazione scandinava, fino a quando il trattato di Nystad del 1721 non segnò il declino di Stoccolma e l'affermarsi di nuove realtà (nello specifico l'impero russo). La politica perseguita dagli svedesi aveva cercato di assicurarsi il suo ruolo di primo piano passando attraverso la trasformazione di molte città (ad esempio Riga, Narva e Wismar) in fortezze, spesso lasciate sotto l'egida del sapiente costruttore Erik Dahlberg. A seguito della guerra dei trent'anni, la Svezia raccolse una quantità innumerevole di dazi doganali (Licenten) grazie al transito di navi mercantili nel Mar Baltico, sia in porti gialloblù che non. Il pedaggio da elargire veniva calcolato in base al valore della merce trasportata, su cui veniva dedotta una specifica percentuale, e, una volta effettuato il pagamento in qualsiasi porto, la rispettiva ricevuta conservava la sua validità in tutto il dominium maris Baltici.
| Regioni                  | Porti principali                    | Annotazioni |
| ------------------------ | ----------------------------------- | --- |
| Scania                   | Helsingborg                         | La Scania, insieme alla vicina Skåneland, fu ceduta alla Svezia dalla Danimarca ai sensi del trattato di Roskilde del 1658, a seconda guerra del nord in corso |
| Scania                   | Malmö (Malmö)                       | La Scania, insieme alla vicina Skåneland, fu ceduta alla Svezia dalla Danimarca ai sensi del trattato di Roskilde del 1658, a seconda guerra del nord in corso |
| Scania                   | Ystad                               | La Scania, insieme alla vicina Skåneland, fu ceduta alla Svezia dalla Danimarca ai sensi del trattato di Roskilde del 1658, a seconda guerra del nord in corso |
| Blekinge                 | Karlskrona                          | Karlskrona fu fondata nel 1680 come base navale svedese di primaria importanza dopo che Blekinge fu ceduta alla Svezia dalla Danimarca in sintonia con il trattato di Roskilde del 1658 |
| Meclemburgo              | Wismar                              | Una volta occupata nel 1632, divenne sede di una dogana svedese dominio svedese; dopo la pace di Westfalia, passò ai danesi nel 1675 (guerra di Scania), ritornò alla Svezia ai sensi della pace di Lund e fu convertita in fortezza (1679). Durante la grande guerra del nord, finì occupata dalle forze danesi, di Hannover e di Brandeburgo, venendo restituita alla Svezia soltanto a seguito della distruzione delle fortificazioni. Per tutto il corso del Settecento perse di importanza e passò senza combattimenti dalla Svezia al Granducato di Meclemburgo-Schwerin nel 1803 |
| Meclemburgo              | Rostock                             | Warnemünde, che controllava l'ingresso al porto di Rostock, fu ceduta alla Svezia nel 1632 (a guerra dei trent'anni in corso), andando poi fortificata e operando come dogana fino al 1714 |
| Pomerania                | Stralsund                           | Presidio svedese dalla battaglia di Stralsunda del 1628 (guerra dei Trent'anni), rimase annesso alla Pomerania svedese fino al 1815 |
| Pomerania                | Greifswald                          | Nominalmente sotto il controllo militare svedese dopo il trattato di Stettino del 1630, Greifswald fu conquistata nel 1631 (guerra dei trent'anni) e rimase nella Pomerania svedese fino al 1815 |
| Pomerania                | Stettino (Szczecin)                 | Fondamentale per controllare il commercio sul fiume Oder, confluì sotto il controllo militare svedese dopo il trattato di Stettino del 1630 e rimase annesso alla Pomerania svedese fino ai trattati di Stoccolma del 1720 |
| Pomerania                | Kolberg (Kołobrzeg)                 | Considerata più importante dei relativamente minori porti Pomerania Orientale, Kolberg passò in mano a Stoccolma dopo il trattato di Stettino del 1630. Malgrado ceduta alla provincia di Pomerania di Brandeburgo-Prussia nel trattato di Stettino del 1653, la Svezia preservò una quota dei proventi derivanti dalle dogane |
| Prussia                  | Danzica (Gdańsk)                    | Essenziale per controllare i commerci sulla Vistola, la città, compresa amministrativamente nella regione della Prussia reale, rappresentava il principale porto della Confederazione polacco-lituana. Importante crocevia per le flotte mercantili olandesi, divenne una dogana svedese dopo il trattato di Altmark (1629), momento durante il quale la Polonia-Lituania vide smantellata la propria marina |
| Prussia                  | Elbing (Elbląg)                     | Elbing fu uno degli altri porti nella Confederazione polacco-lituana compreso nella regione della Prussia reale che passò alla Svezia e divenne una dogana svedese durante e dopo la guerra polacco-svedese del 1626-1629, conclusasi con il trattato di Altmark. Sempre durante la seconda guerra del nord, nel 1659, risultò sede di un accordo olandese-svedese relativo ai diritti olandesi nel Mar Baltico. Le truppe svedesi abbandonarono la città nel 1660 ai sensi del trattato di Bromberg |
| Prussia                  | Königsberg (Królewiec, Kaliningrad) | Importante snodo marittimo del Ducato di Prussia e capitale in epoca basso-medievale dello Stato monastico dei Cavalieri Teutonici, Kaliningrad rimase vassalla della Polonia-Lituania fino al trattato di Altmark del 1629, quando gli svedesi si insediarono e costituirono una dogana. Il rapporto di vassallaggio del Ducato di Prussia con Stoccolma venne regolato solo nel 1566, finendo ulteriormente rinforzato ai sensi dell'alleanza di Marienburg (1656) stipulata nel corso della seconda guerra del nord. Tuttavia, l'intesa durò in essere ben poco, essendo stata rimpiazzata già l'anno seguente dal trattato di Bromberg del 1657, ai sensi del quale l'insediamento tornava in mano polacco-lituana |
| Prussia                  | Pillau (Piława, Baltisk)            | Pillau era un altro dei porti situati nel Ducato di Prussia, vassallo della Confederazione. Occupato e dotato di dogana svedese durante e dopo la guerra polacco-svedese del 1626-1629, seguì la stessa identica sorte di Königsberg, tornando alla Polonia-Lituania nel 1567 |
| Livonia                  | Riga                                | Snodo essenziale per controllare gli scambi sul fiume Düna (Daugava), l'odierna capitale lettone era compresa in una regione molto ricca, la Livonia, la quale raggiungeva anche territori oggi compresi in Bielorussia. Rimasta il controllo della Polonia-Lituania fino alla conquista svedese nel 1621, Riga confluì assieme alla regione a cui apparteneva nella Livonia svedese fino alla resa dell'Estonia e della Livonia nel 1710, poi formalizzata dal trattato di Nystad del 1721 |
| Livonia                  | Pernau (Pärnu)                      | Sotto il controllo della Confederazione fino al 1617, passò alla Livonia svedese fino alla resa dell'Estonia e della Livonia nel 1710, poi formalizzata dal trattato di Nystad del 1721 |
| Estonia e Ingermanland   | Reval (Tallinn)                     | Tallinn e i territori oggi situati a cavallo tra Estonia, Finlandia e Russia si erano subordinati alla Svezia nel 1561, durante la guerra di Livonia. L'Estonia svedese rimase in essere alla resa dell'Estonia e della Livonia nel 1710, poi formalizzata dal trattato di Nystad del 1721 |
| Estonia e Ingermanland   | Narva                               | Importante punto di transito per il commercio con le città russe, passò allo Zarato dal 1558 al 1581, divenendo in seguito svedese fino a quando non fu riconquistata da Mosca nel 1704 |
| Isole                    | Isole                               | Annotazioni |
| Gotland (Gothland)       | Gotland (Gothland)                  | Gotland passò alla Svezia dalla Danimarca ai sensi del trattato di Brömsebro del 1645, firmato dopo la guerra di Torstenson. Ancora oggi l'isola è compresa nel territorio della stessa nazione scandinava |
| Ösel (Øsel, Saaremaa)    | Ösel (Øsel, Saaremaa)               | Saaremaa, come è conosciuta oggi, passò alla Svezia dalla Danimarca ai sensi del trattato di Brömsebro del 1645 |
| Bornholm                 | Bornholm                            | Temporaneamente conquistata dalla Svezia nel 1645 durante la guerra di Torstenson, fu ceduta alla Svezia dalla Danimarca con il trattato di Roskilde del 1658, suggellato durante la seconda guerra del nord. In seguito, tornò alla Danimarca in base al trattato di Copenaghen del 1660 |
| Rügen (Rygen, Rügen)     | Rügen (Rygen, Rügen)                | Rimasta sotto il controllo militare svedese dopo il trattato di Stettino del 1630, rimase annessa alla Pomerania svedese fino al 1815 |
| Stretti                  | Stretti                             | Annotazioni |
| Öresund (Øresund, Sound) | Öresund (Øresund, Sound)            | Oresund rappresenta il punto d'ingresso dal Mar Baltico al Mare del Nord e viceversa. Entrambe le coste rimasero sotto il controllo danese fino al 1658, ma la Svezia fu esentata dal pedaggio del Sound danese dopo il trattato di Brömsebro del 1645. La costa orientale divenne svedese grazie alla firma del trattato di Roskilde del 1658, allo stesso modo della Scania |

### Conseguenze
L'incapacità delle potenze scandinave di assumere il controllo del Baltico, unito al fermo rifiuto di altre potenze locali e internazionali di riconoscere le loro pretese, è considerato uno dei fattori che ha portato allo sviluppo del concetto giuridico di libertà dei mari nell'ambito del diritto internazionale.

## Nella cultura di massa
Dominium Maris Baltici è il titolo del primo brano contenuto nel settimo album in studio della band power metal Sabaton, Carolus Rex ed è una delle nazioni formabili nel videogioco "Hearts of Iron  4"
se, installato il dlc nordico si inizia una partita con la Danimarca e si conquistano tutte gli stati con sbocco sul Mar Baltico.  

## Galleria d'immagini

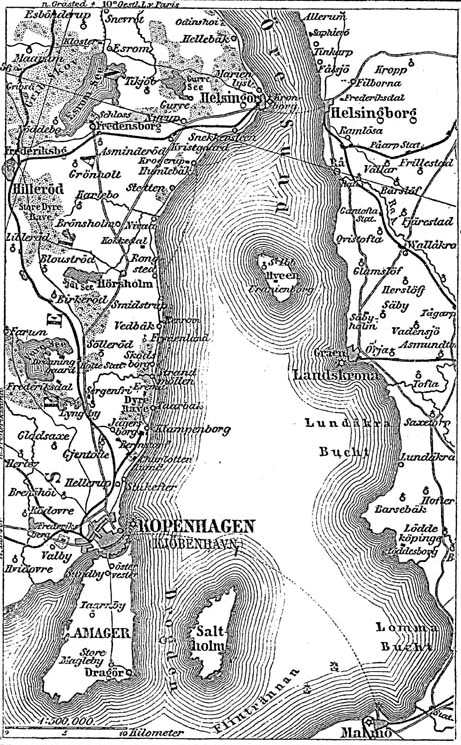
La linea costiera danese a ovest e quella svedese a est nel 1888
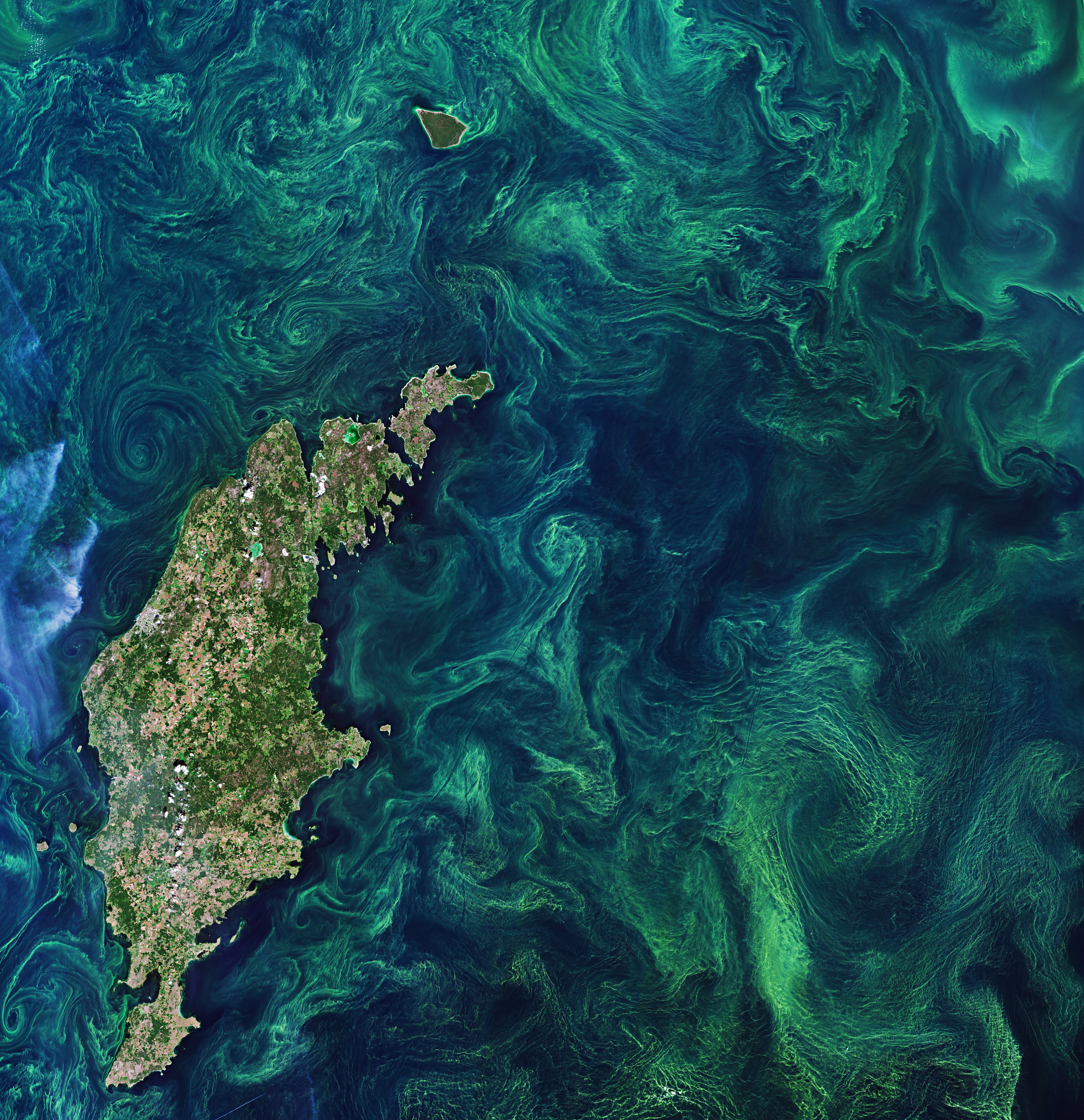
L'isola di Gotland, dal 1645 territorio svedese
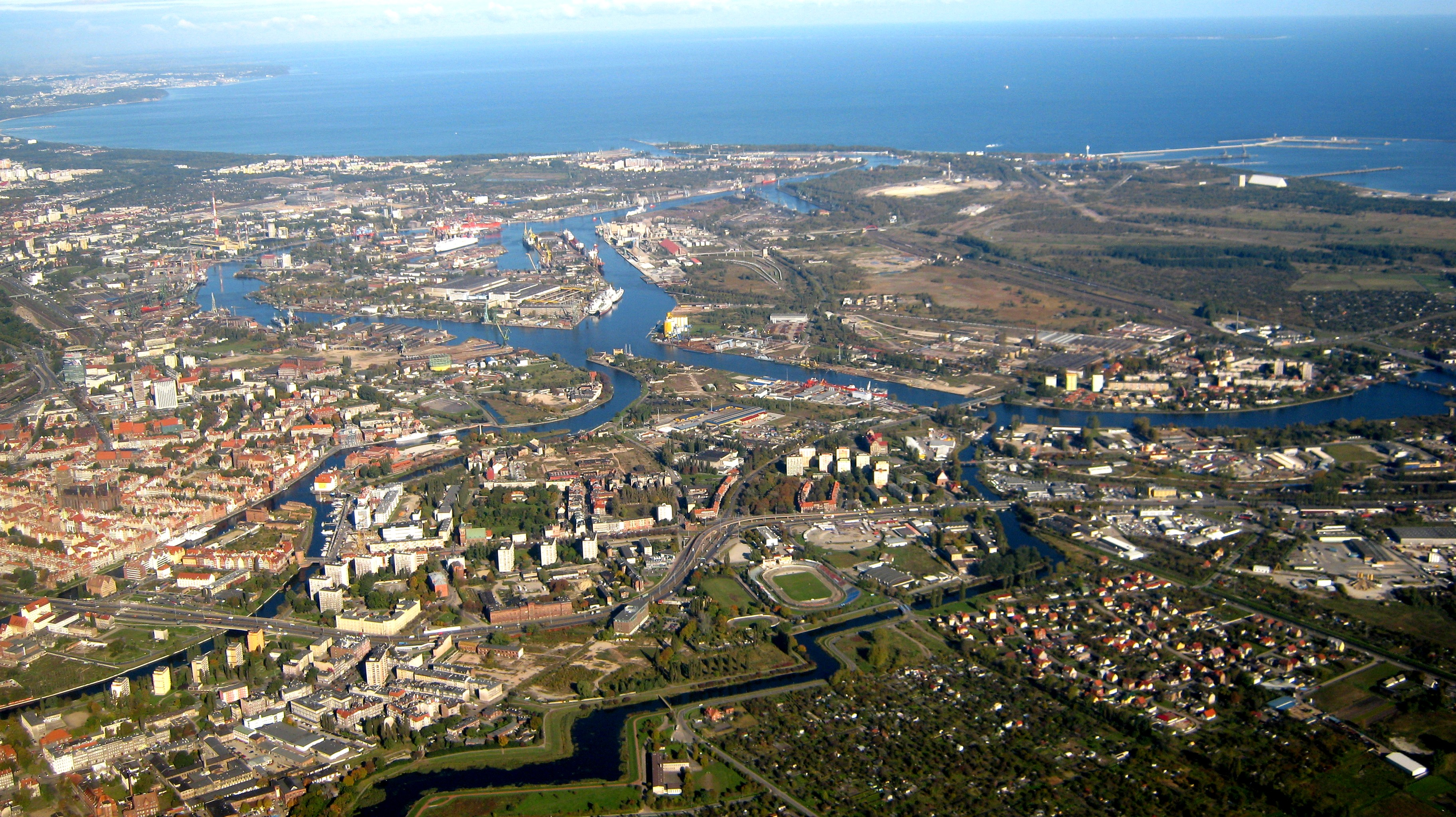
Panorama aereo di Danzica, oggi Polonia
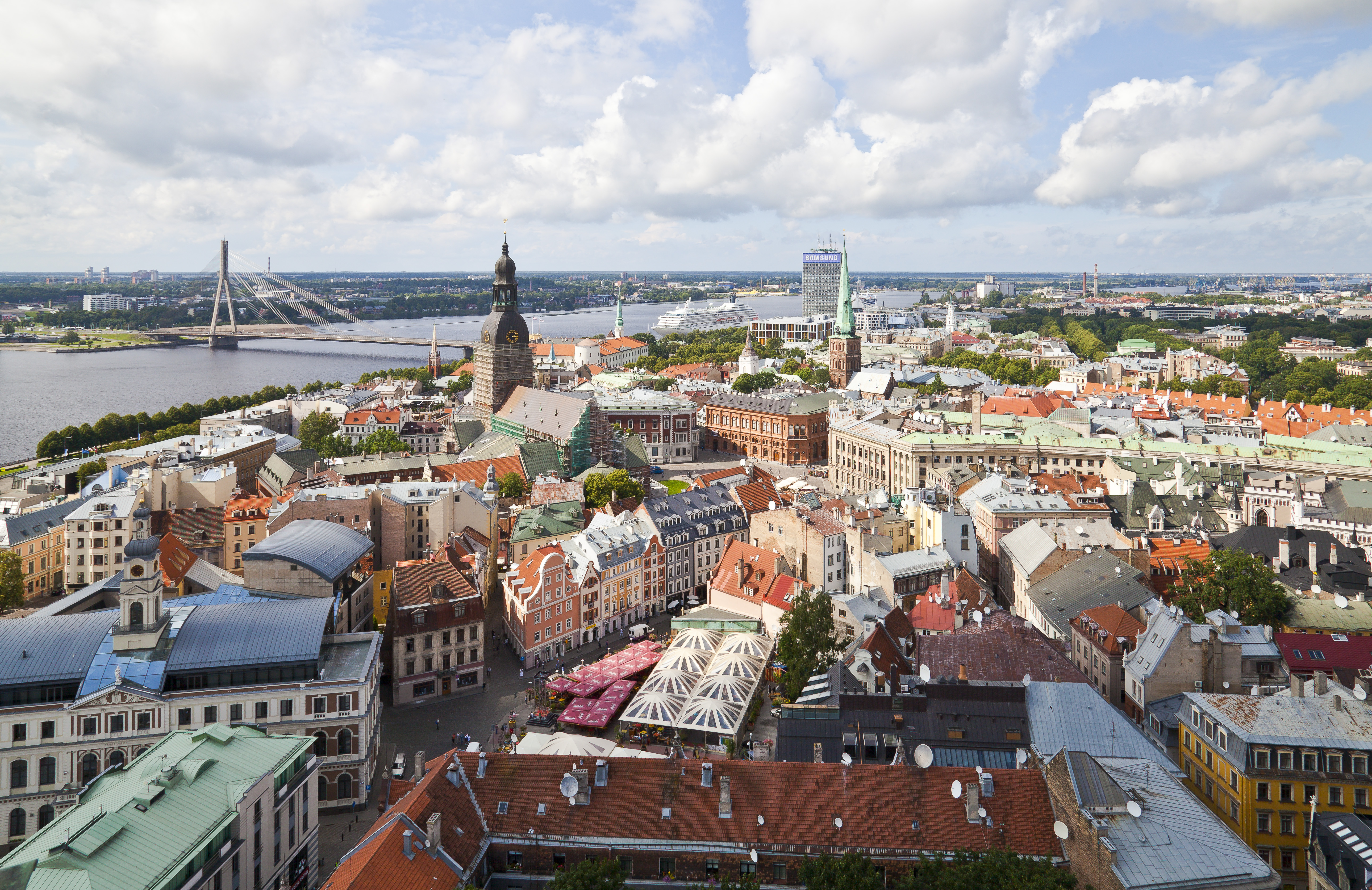
Riga, l'odierna capitale della Lettonia, fu contesa per secoli per via della sua posizione strategica e dei commerci che si svilupparono nel corso del tempo
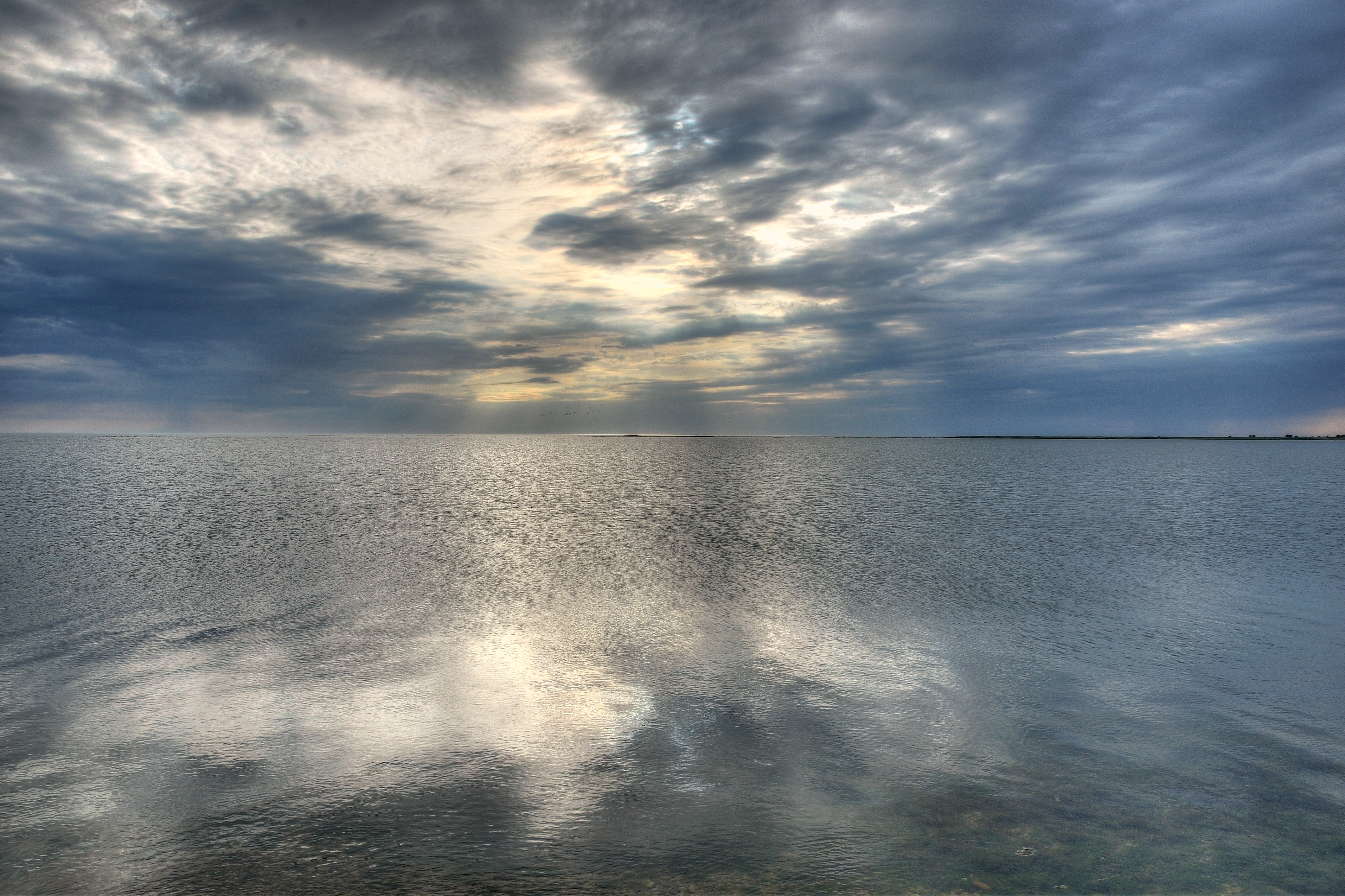
Il Mar Baltico presso le coste estoni
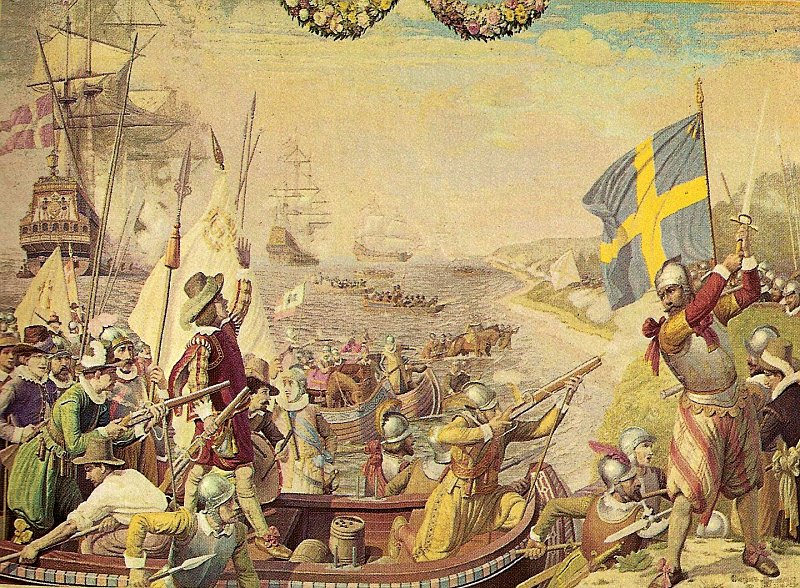
La guerra di Kalmar del 1611-1613
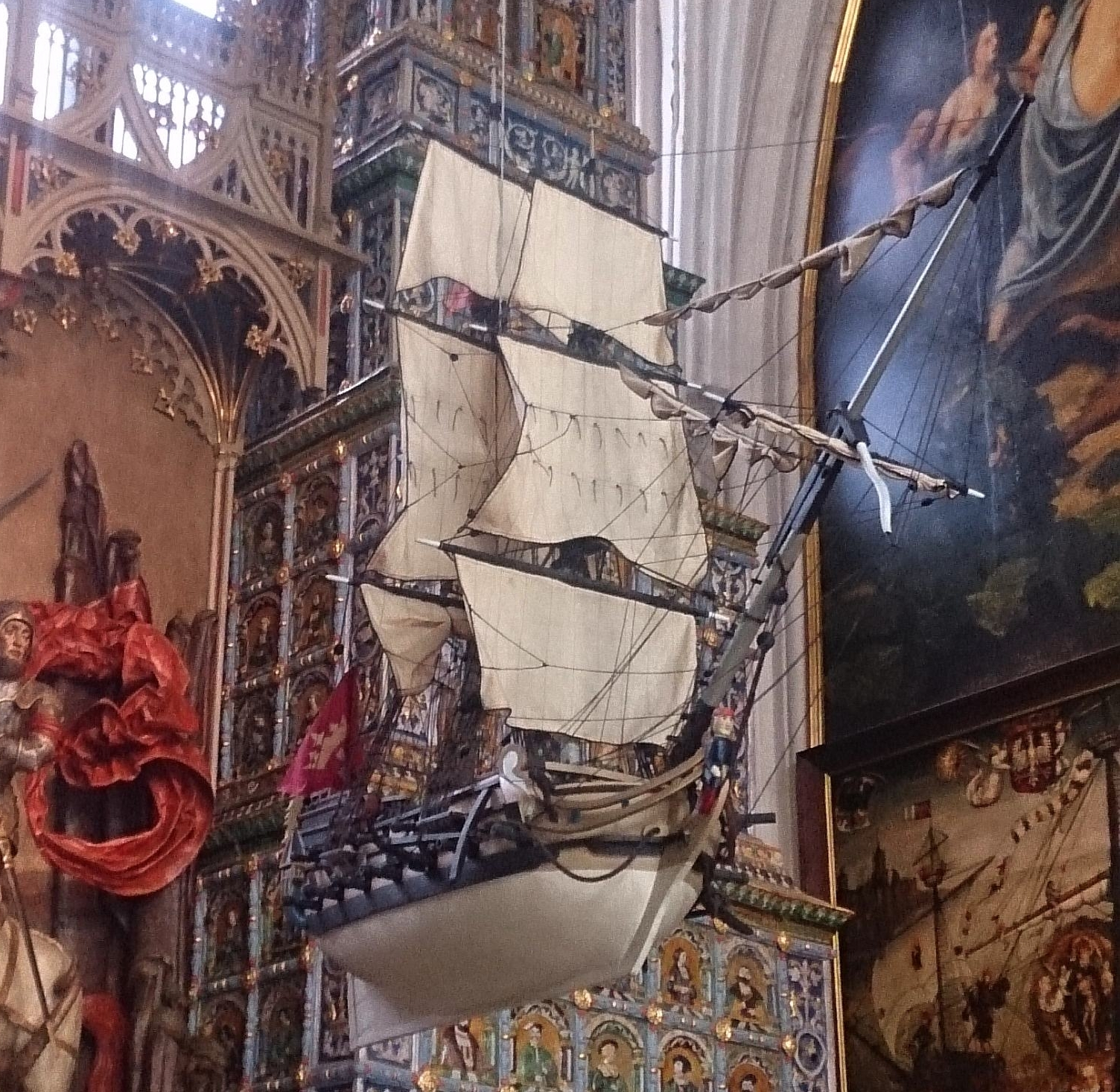
Modello delle imbarcazioni della marina polacca che solcavano il Baltico in epoca moderna conservato a Danzica
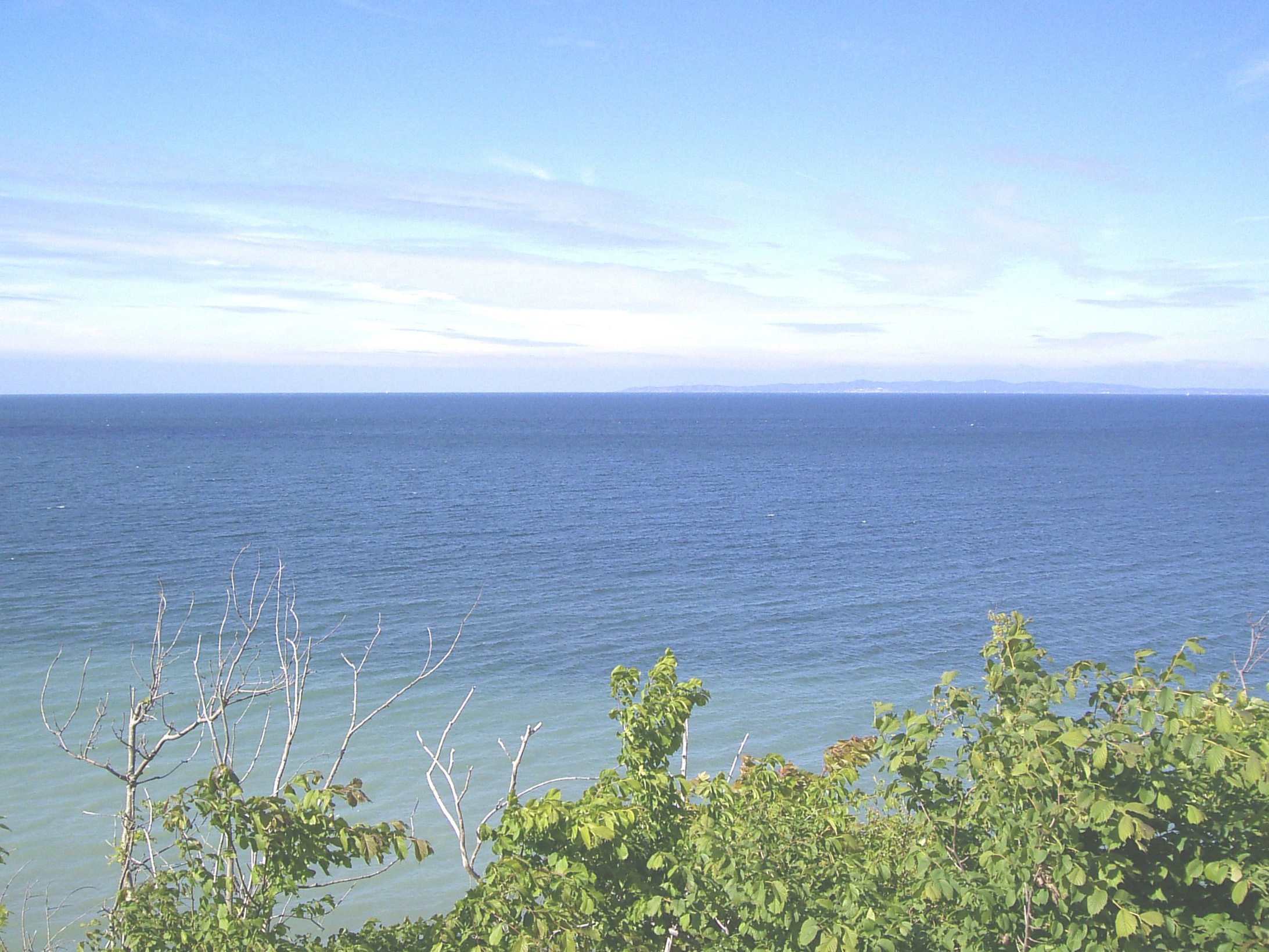
Il Baltico tra lo stretto di Kattegat e l'Øresund